# Johan Larsson (Eishockeyspieler, 1992)
Johan Larsson (* 25. Juli 1992 in Lau) ist ein schwedischer Eishockeyspieler, der seit August 2022 erneut bei Brynäs IF aus der HockeyAllsvenskan unter Vertrag steht. Zuvor verbrachte der Center sieben Jahre in der Organisation der Buffalo Sabres und spielte eineinhalb Saisons für die Arizona Coyotes sowie kurzzeitig für die Washington Capitals in der National Hockey League (NHL). Mit der schwedischen Nationalmannschaft gewann er die Goldmedaille bei der Weltmeisterschaft 2018.

## Karriere

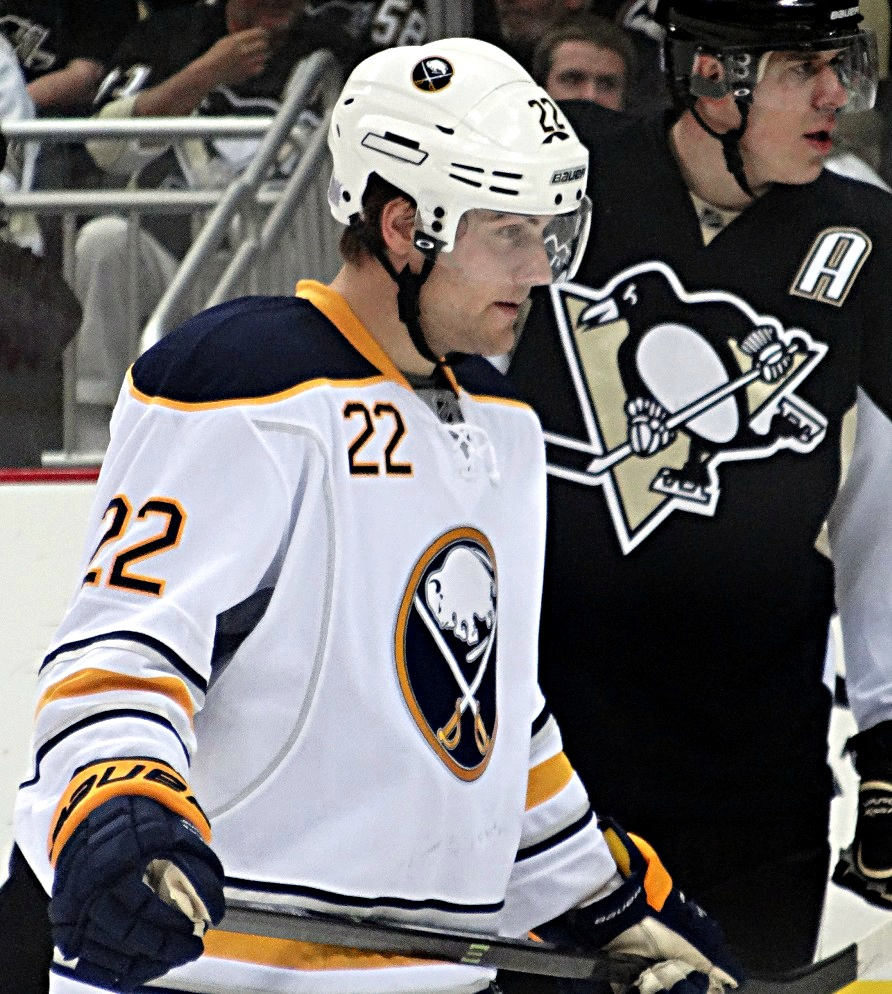
Larsson im Trikot der Buffalo Sabres (2013)

Johan Larsson begann seine Karriere als Eishockeyspieler in der Nachwuchsabteilung von Brynäs IF, für dessen Profimannschaft er in der Saison 2010/11 sein Debüt in der Elitserien, der höchsten schwedischen Spielklasse, gab. In der folgenden Spielzeit gewann der Center mit seiner Mannschaft den schwedischen Meistertitel. Er selbst erzielte in insgesamt 65 Spielen 45 Scorerpunkte, davon 14 Tore und wurde zum Rookie des Jahres der Elitserien gewählt.
Zur Saison 2012/13 wechselte Larsson nach Nordamerika und agierte zunächst als Stammspieler im AHL-Farmteam der Minnesota Wild, ehe er im Verlauf derselben Spielzeit sein NHL-Debüt gab. Zur Trade Deadline am 3. April 2013 wurde er zu den Buffalo Sabres transferiert. Dort wechselte er bis 2015 häufig zwischen NHL- und AHL-Kader, ab 2015 kam er ausschließlich in der NHL zum Einsatz. Nach sieben Jahren in Buffalo wurde sein auslaufender Vertrag nach der Spielzeit 2019/20 nicht verlängert, sodass er sich im Oktober 2020 als Free Agent den Arizona Coyotes anschloss. Die Coyotes wiederum gaben ihn zur Trade Deadline im März 2022 an die Washington Capitals ab und erhielten im Gegenzug ein Drittrunden-Wahlrecht im NHL Entry Draft 2023. Zudem übernahm Arizona bis zum Vertragsende im Juli 2022 weiterhin die Hälfte von Larssons Gehalt.
Nach der Saison 2021/22 kehrte er, nach zehn Jahren in Nordamerika, im August 2022 zu seinem Ausbildungsverein Brynäs IF in die Svenska Hockeyligan zurück. Mit dem Klub stieg er im Frühjahr 2023 in die HockeyAllsvenskan ab.

### International
Für Schweden nahm Larsson im Juniorenbereich an der U18-Weltmeisterschaft 2010 sowie den U20-Weltmeisterschaften 2011 und 2012 teil. Bei der U18-WM 2010 gewann er mit seiner Mannschaft die Silber-, bei der U20-WM 2012 die Goldmedaille. Bei der U18-WM 2010 wurde er zudem in das All-Star-Team gewählt.
Im Seniorenbereich stand er erstmals bei der Weltmeisterschaft 2012 im Aufgebot seines Landes. Nach sechs Jahren wurde er zur Weltmeisterschaft 2018 erneut in den schwedischen Kader berufen und gewann dabei mit dem Team die Goldmedaille.

## Erfolge und Auszeichnungen

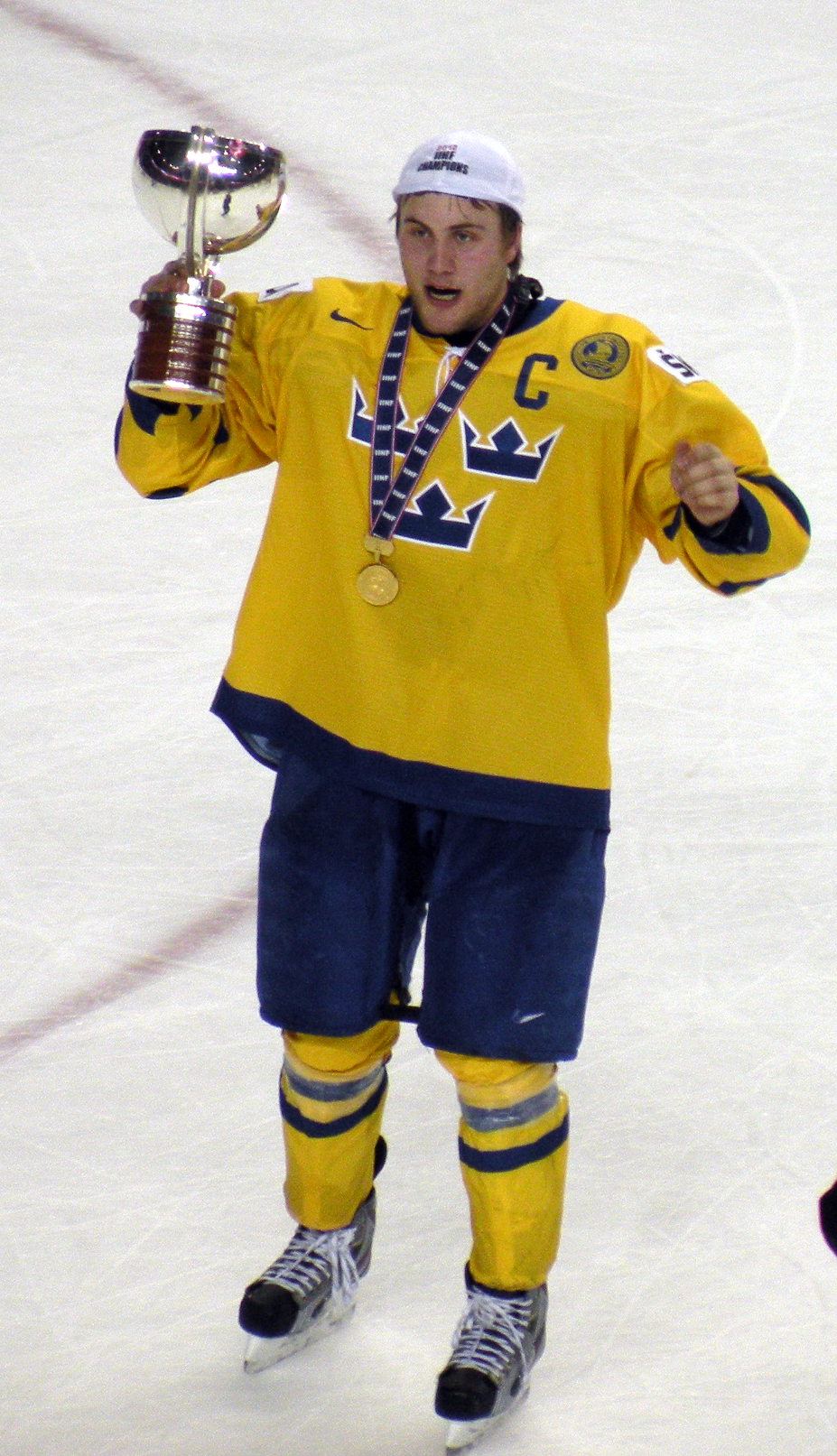
Larsson mit dem Pokal der U20-Weltmeisterschaft 2012

- 2012 Schwedischer Meister mit Brynäs IF
- 2012 Årets nykomling

### International
- 2010 Silbermedaille bei der U18-Weltmeisterschaft
- 2010 All-Star Team der U18-Junioren-Weltmeisterschaft
- 2012 Goldmedaille bei der U20-Weltmeisterschaft
- 2018 Goldmedaille bei der Weltmeisterschaft

## Karrierestatistik
Stand: Ende der Saison 2022/23

### International
Vertrat Schweden bei:
| - U18-Weltmeisterschaft 2010 - U20-Weltmeisterschaft 2011 - U20-Weltmeisterschaft 2012 | - Weltmeisterschaft 2012 - Weltmeisterschaft 2018 |

(Legende zur Spielerstatistik: Sp oder GP = absolvierte Spiele; T oder G = erzielte Tore; V oder A = erzielte Assists; Pkt oder Pts = erzielte Scorerpunkte; SM oder PIM = erhaltene Strafminuten; +/− = Plus/Minus-Bilanz; PP = erzielte Überzahltore; SH = erzielte Unterzahltore; GW = erzielte Siegtore; 1 Play-downs/Relegation; Kursiv: Statistik nicht vollständig)